# Pentacentrus punctulatus
Pentacentrus punctulatus är en insektsart som beskrevs av Lucien Chopard 1925. Pentacentrus punctulatus ingår i släktet Pentacentrus och familjen syrsor. Inga underarter finns listade i Catalogue of Life.